# Homeworld 2
Homeworld 2 (engl. für Heimatwelt) ist ein im Jahr 2003 erschienenes Echtzeit-Strategiespiel, entwickelt von Relic Entertainment und vertrieben von Sierra Entertainment. Es war nach Homeworld und dem alleine lauffähigen Homeworld Cataclysm der dritte Titel in der Homeworld-Reihe. 2015 erschien eine überarbeitete Auflage unter dem Titel Homeworld Remastered.

## Handlung
Hiigara und der Rest der Galaxis werden durch die Invasion eines galaktischen Nomadenvolkes, den Vaygr, bedroht, die aus den unbekannten Regionen des östlichen Spiralarms stammen. Ihr Anführer Makaan trachtet danach, die drei Hyperraumkerne in seinen Besitz zu bringen, die der Legende nach den großen Schöpfer Sajuuk erwachen lassen sollen. Einer der drei Kerne ist bereits in Makaans Besitz, den zweiten haben die Bentusi. Der dritte Kern hat offenbar seinerzeit die Kharakianer nach Hiigara gebracht und ist nun Bestandteil ihres neuen Mutterschiffes „Stolz von Hiigara“, das kurz vor der Fertigstellung steht. „Das Ende der Zeit“, wie es in der Prophezeiung eingeläutet wird, beginnt. Wieder übernimmt Karan S'jet, die lebende Legende des Exodus, das Kommando der Flotte. Während der ersten Versuche und Testläufe mit dem neuen Mutterschiff greifen die Vaygr die Raumwerft von Tanis an und nur ein Notstapellauf mit anschließender Flucht rettet das Mutterschiff vor der Vernichtung. Auf Hiigara kann es gerade noch seine Crew an Bord nehmen, bevor sich der Belagerungsring der Vaygr um den Planeten schließt. Es beginnt ein Wettlauf gegen die Zeit. Es gilt Sajuuk zu finden, bevor die Vaygr den Hiigaranern zuvorkommen. Die Bentusi spielen eine fundamentale Rolle und eine neue Rasse taucht auf, die anscheinend älter und noch gefährlicher ist als alles vorher Gesehene.

## Spielprinzip
Wie zuvor übernimmt der Spieler das Kommando über die Flotte der Hiigaraner, die mit einem völlig neuen Fuhrpark an Schiffstypen ausgestattet wurden. Ähnlich dem ersten Teil steigen die Fähigkeiten der Flotte mit dem Fortschreiten des Spieles, angefangen mit simplen Jägern können immer größere Schiffe bis hin zum Schlachtkreuzer und zur Schiffswerft gebaut werden. Die Hiigaraner treten erneut gegen unterschiedliche Gegner an, darunter das Volk der Vaygr. Die Bentusi geben während der Suche versteckte Hinweise und lenken die hiigaranische Flotte zum Schlüssel zu Sajuuk. Höhepunkt ist eine riesige Raumschlacht über Hiigara, in der die Vaygr-Belagerer angegriffen werden. Anders als in den Vorgängern passt sich die Stärke der gegnerischen Flotten an die Größe des eigenen Kontingents zu Missionsbeginn an.

## Entwicklung
Technisch und vor allem grafisch wurde Homeworld 2 gegenüber dem Erstling verbessert, das Gameplay wurde streckenweise vereinfacht und die Bedienung vereinfacht. Der Soundtrack von Homeworld 2 wurde, wie der des ersten Homeworld, von Paul Ruskay erstellt. Ein herausstechendes, in vielen Reviews positiv bemerkte Komponente waren die Szenerie-Hintergrundgrafiken, generiert über eine innovative Tesselation einer Textur in Vertices mit einer Farbe, welche das Spielfeld kugelförmig einhüllen.
Homeworld 2 wurde modfreundlich konzipiert. Beispiele für Mods sind das preisgekrönte Complex Mod, die Themenumsetzungen Babylon 5 oder Battlestar Galactica, grafische Aufbesserungen bis hin zur Neuauflage von Homeworld 1 mit der Homeworld-2-Engine.

## Rezeption
Homeworld 2 erhielt durchschnittlich positive Kritiken (Gamerankings: 84,99 %/Metacritic: 83 %).

## Lizenzgeschichte und Remastered Collection
Die Rechte an der Homeworld-Serie fielen 2004 an den amerikanischen Publisher THQ, als dieser Relic aufkaufte. Nach der Übernahme verließen einige der Relic-Gründer und ehemaligen Homeworld-Entwickler Relic Entertainment und gründeten 2007 Blackbird Interactive, um ein eigenes Weltraum-RTS, aber ohne die Homeworld-Rechte, zu entwickeln. Nach der Insolvenz und anschließenden Zerschlagung THQs im Frühjahr 2013 wurden die Rechte an den Spieletiteln, darunter auch Homeworld, versteigert. Eine Crowdfunding-Kampagne auf der Plattform Kickstarter zur Finanzierung des Lizenzerwerbs durch das unabhängige Entwicklungsstudio Team Pixel erzielte insgesamt ca. 70.000 $, jedoch wurde das Studio bei der Versteigerung am 15. April 2013 überboten. Am 22. April wurde bekannt, dass die Rechte für 1,35 Millionen US-Dollar an Gearbox Software gingen.
Gearbox Software gab auf der PAX Australia im Juli 2013 eine baldige Veröffentlichung von Homeworld-HD- und Homeworld-2-HD-Remakes zusammen mit den Originalversionen der Spiele über Online-Vertriebsplattformen wie Steam und gog.com bekannt. Diese Homeworld Remastered Collection sollte hochauflösende und im Mehrspielermodus erweiterte Versionen von Homeworld und Homeworld 2 umfassen. So wurden höher aufgelöste Grafikmodelle und -effekte hinzugefügt, sowie eine HD, UHD und 4K-Unterstützung hinzugefügt. Auch Audioausgabe und Zwischensequenzen wurden anhand des Originalmaterials überarbeitet. Der Mehrspielermodus wurde dahingehend verändert, dass es nun möglich ist, alle vier Fraktionen bzw. Rassen aus Teil 1 und 2 zu spielen. Zudem wurden der Remastered Collection zwei Kopien der Originalversionen beigefügt, die kompatibel zu aktuelleren Betriebssysteme gemacht wurden. Allerdings beschränkte sich die Remastered Collection auf die englische Sprachausgabe mit mehrsprachigen Untertiteln und Menütexten. Daneben wurde eine Collector’s Edition angeboten, die unter anderem zusätzlich ein Sammlermodell des Hiigaraner-Mutterschiffs aus Homeworld 2 beinhaltete.
Die Beta-Version der Remastered Collection wurde im Rahmen einer Pressekonferenz von Gearbox auf der PAX South 2015 (23.–25. Januar 2015) in San Antonio erstmals vorgestellt. Die Remastered Collection erschien am 25. Februar 2015 exklusiv auf der Internet-Vertriebsplattform Steam.